# 小行星19575
小行星19575（19575 Feeny）是一颗绕太阳运转的小行星，为主小行星带小行星。该小行星于1999年6月9日发现。

## 轨道参数
小行星19575的轨道半长轴为2.2653651 UA，离心率为0.115。